# 斐濟狸天竺鯛
斐濟狸天竺鯛（學名：Zoramia flebila），為輻鰭魚綱鈎頭魚目天竺鯛科狸天竺鯛屬下的一個種，分布於中西太平洋斐濟海域，深度8至12公尺，本魚體長圓而側扁、頭大、眼大、口大且斜裂，頜齒細小，鋤骨和腭骨通常具齒，舌上無齒，前鰓蓋後緣呈弱鋸齒狀，體半透明，頭頂和背部呈綠灰色，身體覆蓋著分散的小黑色，眼睛下方、前鰓蓋骨和鰓蓋骨呈銀色，向後延伸至銀色腹部，頰部上有明顯的藍色淚滴狀痕跡，胸鰭上方側面有藍色斑點，中間有兩條窄黃線，前兩個背鰭刺淡紅色，其餘背鰭呈黃綠色，腹鰭呈紅色，臀鰭基部有一條的虹彩藍線，尾鰭基部有一黑色圓斑，尾鰭深叉形，背鰭硬棘7枚、背鰭軟條9枚、臀鰭硬棘2枚、臀鰭軟條9枚，體長可達4.4公分，棲息在有枝狀珊瑚生長的潟湖及海灣，成群活動，夜間活動，屬肉食性，繁殖期時，雄魚具有口孵習性，卵約7日化成仔魚，由雄魚吐出，具短暫的仔魚飄浮期，生活習性不明。